# Mein gon
Los mein gon, o informalmente fideos crujientes o chow mein crujientes, son galletas secas usadas en la gastronomía chino-estadounidense.
Suelen espolvorearse sobre el chow mein de pollo y servirse juntos. A pesar de que su nombre chino alude a un fideo, no se clasifican en realidad como un tipo de fideo chino. También se desmenuzan y espolvorean sobre las ensaladas chino-estadounidenses, como es el caso de la ensalada china de pollo, de forma similar a los croûtons. Los mein gon fritos se sirven a menudo con salsa de pato y mostaza china picante como aperitivo en los restaurantes chino-estadounidenses.